# Банькін Віктор Вікторович
Віктор Вікторович Банькін (нар. 24 серпня 1990, Київ, Україна) — український стрілець, призер Чемпіонату світу (2022), триразовий чемпіон Чемпіонату Європи (2014, 2018, 2019), чемпіон ISSF Grand Prix (2023), Майстер спорту України міжнародного класу зі стрільби кульової.

## Кар’єра
Практикувати стрільбу почав у 2000 році. З 2002 року почав брати участь у змаганнях. 
Вихованець Київської міської школи вищої спортивної майстерності.
У 2009 році став до лав Збройних сил України. Спортсмен-інструктор Центрального спортивного клубу ЗСУ,входить до армійської збірної України зі стрільби.
Член Федерації стрільби України та Національної збірної команди України зі стрільби кульової.
Тренери – Зіновій Грінберг та Володимир Іванчук.

## Спортивні досягнення
2013
- Чемпіонат Європи — пневматичний пістолет, 10 метрів, команда — Оденсе, Данія

2014
- Чемпіонат Європи — пневматичний пістолет, 10 метрів, команда — Москва, Росія

2017
- Чемпіонат Європи — пневматичний пістолет, 10 метрів, команда — Марибор, Словенія[9]
- Чемпіонат Європи — пістолет, 50 метрів, команда — Баку, Азербайджан[10]

2018
- Чемпіонат Європи — пневматичний пістолет, 10 метрів, команда — Дьєр, Угорщина

2019
- Чемпіонат Європи — пістолет, 50 метрів — Болонья, Італія
- Чемпіонат Європи — пістолет, 50 метрів, команда — Болонья, Італія[13]

2021
- Чемпіонат Європи — пістолет, 50 метрів — Осієк, Хорватія[15]

2022
- Чемпіонат світу — пістолет, 50 метрів — Каїр, Єгипет[17]
- ISSF Grand Prix — пневматичний пістолет, 10 метрів, команда — Осієк, Хорватія

2023
- Чемпіонат Європи — пневматичний пістолет, 10 метрів, команда — Таллін, Естонія[19]
- ISSF Grand Prix — пневматичний пістолет, 10 метрів, команда — Осієк, Хорватія[20]

У 2010 році встановив (у складі команди) рекорд України серед юніорів у вправі «пневматичний пістолет, 10 метрів» з результатом 1735 очків.

## Нагороди та відзнаки
2015 — Премія Кабінету Міністрів України за особливі досягнення молоді у розбудові України.